# 2e régiment étranger de parachutistes

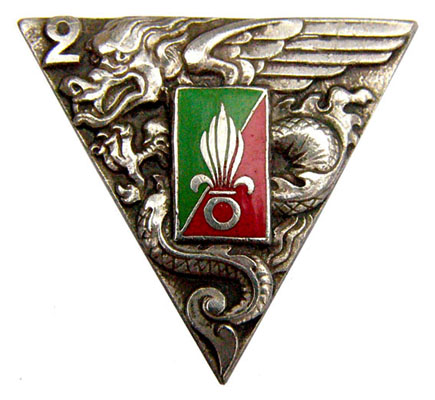
Abzeichen des 2e REP

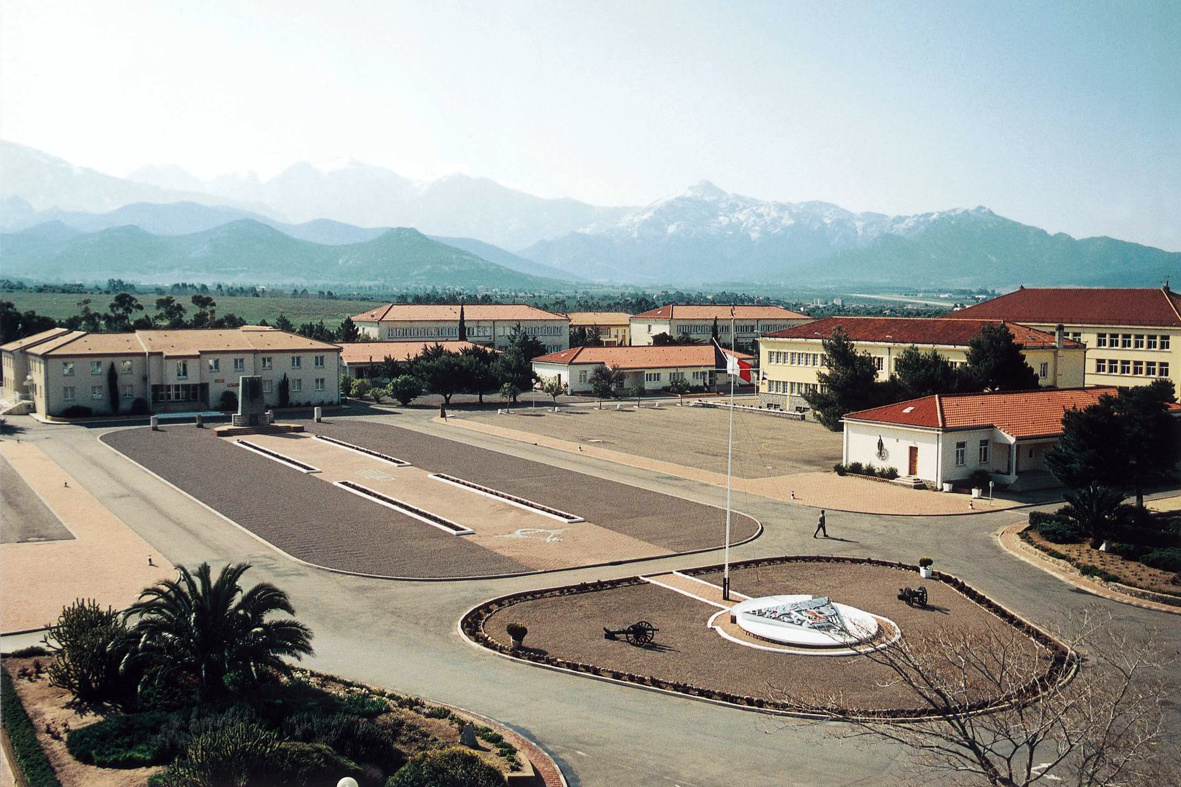
Das Camp Raffalli auf Korsika

Das 2e régiment étranger de parachutistes (2e REP) (2. Fallschirmjäger-Fremdenregiment) wurde 1955 in Algerien aufgestellt und ist ein Luftlande-Verband der französischen Fremdenlegion. Es untersteht der 11e brigade parachutiste (11. Fallschirmjäger-Brigade) der Armée de terre. Das Hauptquartier des Regiments befindet sich im Camp Raffalli in Calvi auf Korsika. Dort findet auch die fallschirmjägerspezifische Ausbildung, also in erster Linie die Sprungausbildung, statt. Die infanteristische Grundausbildung absolvieren die Angehörigen des 2e REP, wie alle anderen Legionäre auch, im 4e régiment étranger (4. Fremdenregiment) in Castelnaudary.

## Auftrag
Das Regiment der Fremdenlegion gehört zu den schnellen Eingreifkräften Frankreichs und ist binnen kürzester Zeit komplett einsetzbar, einzelne Kompanien teilweise binnen 12 bis 18 Stunden, insofern sie gerade Alarmkompaniestatus haben (Alarmkompanie „Guepard“). Ferner stellt das Regiment im Wechsel mit anderen Regimentern die Fallschirmjäger-Alarmkompanie auf der französischen Basis Camp de Gaulle in Libreville (Gabun), von wo es innerhalb kürzester Zeit in ganz Afrika, hauptsächlich Westafrika, eingesetzt werden kann. Im Übrigen übernimmt das Regiment klassische Aufgaben der leichten Infanterie mit Luftlandefähigkeiten. So gab es in jüngerer Vergangenheit (2014) einen Einsatzsprung einer verstärkten Kompanie des Regiments über Timbuktu (Mali) im Rahmen der Opération Serval, sowie Anfang April 2015 einen Einsatzsprung über dem Norden Nigers im Rahmen der Opération Barkhane. Während des Afghanistankrieges kam im französischen Sektor, der unter anderem die Gebirgsregion um Kapisa umfasste, mehrmals die auf Gebirgskampf spezialisirte 2. Kompanie zum Einsatz.

### Spezialeinheit
Das 2e REP ist keine Spezialeinheit. Im Regiment mit seinen knapp 1350 Soldaten ist eine Fallschirmkommandoeinheit in erweiterter Zugstärke, das Groupement des commandos parachutistes, welches organisatorisch der Compagnie d’appui (CA) angegliedert ist. Eine potentielle Aufgabe des GCP ist Terrorismusbekämpfung und Geiselbefreiung. Das GCP des Regiments ist die einzige Einheit, die als Spezialkräfte klassifiziert ist. Es gehört jedoch lediglich zu den Unterstützungseinheiten der Spezialkräfte (dem sogenannten 2. Kreis), welche dem Commandement des opérations spéciales der Armee bei Bedarf unterstellt werden, wie das auch bei allen anderen GCPs der Fallschirmjägereinheiten der 11e brigade parachutiste der Fall ist, die alle nicht zu den ständig dem COS unterstellten Einheiten gehören.
Ständig dem COS unterstellt sind als Fallschirmjägerverbände des französischen Heeres lediglich das 1er RPIMa (1er régiment de parachutistes d’infanterie de marine), das 13ème RDP (13e régiment de dragons parachutistes) sowie andere Heereseinheiten, die im Commandement des forces spéciales terrestres zusammengefasst sind, und Einheiten der Marine und Luft- und Weltraumstreitkräfte.

## Organisation
In seiner Gliederung unterscheidet sich das Regiment grundlegend nicht von den anderen Einheiten der Legion. Es verfügt über eine Stabskompanie, die so gegliedert ist, dass weltweit Einsätze geplant und geführt werden können. Kern des Regiments sind fünf Kampfkompanien, von denen jede eine unterschiedliche Spezialisierung hat, sowie eine Unterstützungskompanie (CA), eine Wartungs- und Instandhaltungskompanie (CMR), sowie mit der 6. Kompanie eine Reservekompanie, die bei Bedarf aus Reservisten gebildet wird.
Alle Soldaten des Regiments sind als Fallschirmjäger ausgebildete Fallschirmspringer. Die Einsatzkompanien bestehen aus einem Kompanieführungszug (Section de commandement), drei Einsatzzügen (Section de combat) mit drei Gruppen zu jeweils elf Mann sowie einem Unterstützungszug (Section d’appui) mit zwei Milan-Panzerabwehrraketen und zwei 81-mm-Granatwerfern. Die Sprung- und Infanterieausbildung ist für alle Soldaten gleich. Jede Kompanie hat jedoch einen Einsatzschwerpunkt; dadurch ist das Regiment äußerst flexibel. Die Ausbildung in diesen Schwerpunkten finden in der Kompanie statt.

### Kompanien
Die 2e REP gliedert sich in neun Kompanien sowie eine Reservekompanie (6e Compagnie). Die 5. Kompanie (5e Compagnie de Combat) mit der Spezialisierung Wüstenkampf wurde Ende 2015 aufgestellt. Die bisherige 5e Compagnie (Instandhaltungskompanie) wurde in CMR (Compagnie de Maintenance Régimentaire) umbenannt.

#### Stabs- und Logistikkompanie
Compagnie de Commandement et de Logistique (CCL) besteht aus dem Stab und einer Teileinheit für Transportaufgaben.

#### Verwaltungs- und Unterstützungskompanie
Compagnie d'Administration et de Soutien (CAS), verantwortlich für die Regimentsverwaltung, Kaserneninstandhaltung, das Personalwesen u. ä.

#### 1. Kompanie
Zu den speziellen Aufgaben dieser Kompanie zählen der Orts- und Häuserkampf, Nachtkampf, die Bekämpfung von Scharf- und Heckenschützen sowie die Panzerabwehr. Seit 1996 verfügt diese Kompanie über einen Zug mit Hunden (Section cynophile), die für das Aufspüren und Sichern im Häuserkampf eingesetzt werden. Das Übungsgelände dieser Kompanie ist Fraselli auf Korsika, aber auch der Truppenübungsplatz Hammelburg der Bundeswehr wird regelmäßig aufgesucht.

#### 2. Kompanie
Die Spezialaufgabe dieser Kompanie sind alpine Einsätze, sowie allgemein der „Kampf im bergigen Gelände“ (Combat en Montagne et terrains accidentés). Die korsischen Berge dienen ihr als Übungsgelände. Im Winter wird der Bau von Iglus geübt und das Fortbewegen auf Schneeschuhen, auf denen die Soldaten sich ebenso sicher bewegen sollen wie auf Skiern. Im Sommer erfolgt die Ausbildung im Bergsteigen. Diese wird durch Ausbildungsabschnitte bei der 27. Gebirgsinfanteriebrigade (27e brigade d’infanterie de montagne) in Varces ergänzt.

#### 3. Kompanie
Die Aufgabe der 3. Kompanie sind amphibische Operationen mit der Strandaufklärung und Anlandungen von See her, aber auch Flussüberquerungen. Spezialisten der Kompanie sind als Kampfschwimmer ausgebildet, die an den Tauchlehrgängen der Marine teilgenommen haben, sowie Bootsführer, die mit ihren Schlauchbooten für die Verbringung der Kompanie zuständig sind.

#### 4. Kompanie
Die Legionäre der 4. Kompanie sind auf den Umgang mit allen Arten von Sprengsätzen geschult, sei es das Verlegen oder Entschärfen von Minen oder der Einsatz von selbstgebastelten Sprengsätzen. In dieser Kompanie sind außerdem die meisten Scharfschützen des Regiments zusammengefasst. Nur die Unterstützungskompanie hat noch eine Spezial-Scharfschützengruppe. 2016 erhielt die 4. Kompanie den „Kampf im bewaldeten Gelände“ (Combat en zone boisées) als weitere Spezialisierung.

#### 5. Kompanie
Die 5. Kompanie wurde Ende 2015 aufgestellt und ist auf den Wüstenkampf spezialisiert. Diese Aufstellung war dem Umstand geschuldet, dass die 13. Halbbrigade der Fremdenlegion (13e DBLE), die mit ihrem Standorten zunächst in Dschibuti, bis 2015 in Abu Dhabi, seit Jahrzehnten das Wüstenkampfregiment der Fremdenlegion schlechthin war, im Laufe des März und April 2016 zurück nach Frankreich verlegte und dort im Mai 2016 neu in Dienst gestellt worden war, und zunächst nur aus einer halben Stabskompanie (CCL – Compagnie de Commandement et Logistique) und zwei Kampfkompanien Infanterie (Compagnies de Combat) bestand. 2017 folgte die Aufstellung der zweiten Hälfte der CCL und zwei weiterer Kampfkompanien. 2018 wird die Aufstellung mit der letzten Kampfkompanie und der Compagnie d’Appui (CA) abgeschlossen. Um weiterhin eine schlagkräftige und für den sofortigen Einsatz bereite Wüstenkampfeinheit zu haben, wurde daher im 2e REP die 5. Kompanie aufgestellt. Die bisherige 5. Kompanie (Instandhaltungskompanie) wurde in CMR (Compagnie de Maintenance Régimentaire) umbenannt.

#### Unterstützungskompanie (CA)
Die ehemalige Aufklärungs- und Unterstützungskompanie (Compagnie d’Eclairage et d’Appui – CEA) wurde 2016 in Unterstützungskompanie (Compagnie d’Appui – CA) umbenannt, ebenso wie dies in den anderen Regimentern der Fremdenlegion der Fall war, die noch über eine CEA verfügten (2e REI) bzw. bei denen die Aufstellung einer CEA geplant war (13e DBLE). Die größte Kompanie des gesamten Regiments ist aktuell in die folgenden vier Einsatzzüge gegliedert: ein Panzerabwehrzug (Section MMP – Missile Moyenne Portée) mit Panzerabwehrraketen, ein Scharfschützenzug (Section tireurs d’elite) mit 12,7 mm Scharfschützengewehren, die Section Commando de Parachutistes (Fallschirmjägerkommandoeinheit GCP – Groupement Commando Parachutistes du 2e REP) sowie – in Erprobung – die Section d’appui mitrailleuses (Zug unterstützender Waffen), welche u. a. mit Mörsern und schweren MGs ausgestattet ist.
Die frühere Fernspähkommandogruppe Commandos de Recherche et D’Action dans la Profondeur (CRAP) des 2e REP gliedert sich administrativ als Section Commando Parachutistes in die Kompanie ein und wurde 2001 in das Groupement des commandos parachutistes (GCP) umgewandelt, das verstärkt auf Terrorismusbekämpfung spezialisiert und weiterhin formell der CA (Unterstützungskompanie) unterstellt ist.

#### Instandsetzungskompanie (CMR)
Die Compagnie de Maintenance Régimentaire (ehemals 5. Kompanie) wurde 1994 aufgestellt, um die Abhängigkeit vom Brigadestab auf dem Festland zu verringern. Ihre Aufgaben bestehen in der Wartung und Instandhaltung sowie in der logistischen Versorgung des Regiments. Diese Kompanie übernimmt außerdem die Versorgung mit Materialien für den Einsatz. Mit der Aufstellung der 5. Kampfkompanie (Spezialisierung Wüstenkampf) 2015 wurde die Kompanie in CMR umbenannt.

#### 6. Kompanie
Reservekompanie, die bei Bedarf aus Reservisten gebildet wird. Die Kompanie führt regelmäßig Reserveübungen durch und wird, wie auch die anderen Kompanien, von Zeit zu Zeit im Rahmen der Anti-Terror-Mission „Opération Sentinelle“ (Vigipirate) zur Bewachung von z. B. Flughäfen, Bahnhöfen, Sakralbauten, Schulen sowie touristischen Sehenswürdigkeiten innerhalb Frankreichs eingesetzt.

## Rekrutierung und Ausbildung
Die Rekrutierung der Angehörigen des 2e REP erfolgt wie die aller Legionäre über die Rekrutierungsstellen der Fremdenlegion sowie die Vorauswahlzentren (Centres de présélection) in Paris und Aubagne und letztlich über das Hauptauswahl- und Eingliederungszentrum (Centre de sélection et d'incorporation) im Hauptquartier der Legion. Anschließend findet für alle angehenden Legionäre die infanteristische Grundausbildung im 4. Fremdenregiment in Castelnaudary statt. Für diejenigen Legionäre, die nach der Grundausbildung ins 2e REP versetzt werden, beginnt dort die vierwöchige regimentsspezifische Ausbildung (Ausbildung für Luftlandetruppen). Sie ist zeitlich ausgefüllt mit Märschen, Schießausbildungen, Seilklettern, Ausdauertests und dem Erlernen der Grundlagen des Fallschirmsprungs. Am Ende der zweiten Ausbildungswoche beginnt die Sprungausbildung. Nach sechs Sprüngen erhalten die Bewerber das begehrte Springerabzeichen (Brevet parachutiste militaire). Anschließend finden zweimal im Monat Sprungübungen statt, zuerst auf Gruppen-, dann Zug- und schließlich Kompanieebene. Die weitere Ausbildung im besonderen Kompetenzbereich findet in der Kompanie statt. Andere Ausbildungsabschnitte werden auch in Dschibuti und in Französisch-Guyana durchgeführt.

## Ausrüstung
- Pistolen
  - MAB PA 15 (9 × 19 mm)
  - PA MAC-50 (9 × 19 mm)
- Maschinenpistolen und PDWs

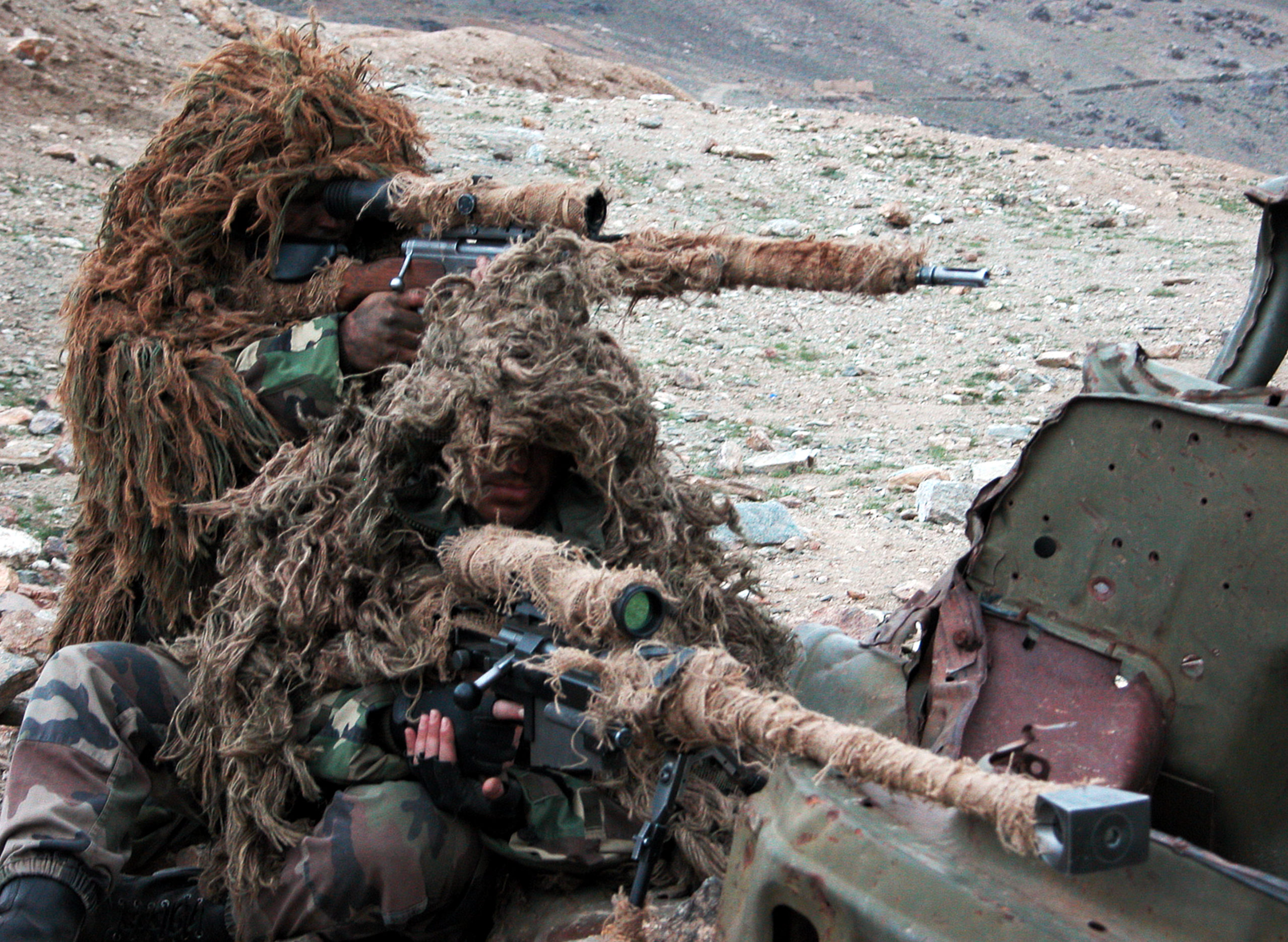
Zwei Scharfschützen des 2e REP in Afghanistan (2005). Der Schütze im Vordergrund ist mit einer PGM Hécate II ausgerüstet, sein Kamerad dahinter hält eine FR-F2 im Anschlag.

  - HK MP5, verschiedene Versionen (9 × 19 mm) (SD als auch A3-A4)
  - IMI Uzi, 9 mm Parabellum (Mini/Normal Uzi mit Schalldämpfer)
- Sturmgewehre
  - GIAT FAMAS F1 (5,56 × 45 mm)
  - GIAT Famas G2 (5,56 × 45 mm)
  - HK AG36k (5,56 × 45 mm) nur GCP
  - HK G36c (5,56 × 45 mm) nur GCP
- Nachtsichtgeräte
  - Thales Lucie „OB70“ (IR)
  - Thales Moni
  - Thales UGO „OB64“ (IR)
  - Thales Sophie „OB72“ (thermisch)
  - MIRABEL für System ERYX (thermisch)
  - MIRA für System MILAN (thermisch)
- Maschinengewehre
  - FN Minimi (5,56 × 45 mm)
  - Modell 1952 lMG (7,5 × 45 mm)
  - AANF1 (7,62 × 51 mm) in Version MIT und FM
- Schrotflinten
  - diverse Typen von Mossberg und Remington
- Scharfschützenwaffen
  - PGM Hécate II (12,7 × 99 mm)
  - FR-F2 (7,62 × 51 mm)
  - Accuracy International AW .338 Lapua Magnum (8,6 × 69 mm)
  - Barrett M82A1 .50 BMG (12,7 × 99 mm)
- Panzerabwehrwaffen
  - Panzerabwehrrohr AT4 (84 mm)
  - Panzerabwehrrohr LRAC F1 (89 mm)
  - Panzerabwehrrohr APILAS (112 mm)
  - Panzerabwehrlenkwaffe MILAN
  - Panzerabwehrlenkwaffe ERYX
- Unterstützungswaffen
  - schweres Maschinengewehr Browning M2 (12,7 × 99 mm)
  - Maschinenkanone M621 (20 × 102 mm)
  - 81-mm-Mörser
  - 51-mm-Mörser LGI (Lance-grenade individuel)

## Geschichte

### Aufstellung und Einsatz in Indochina
Die ersten Fallschirmjäger der Fremdenlegion wurden im Jahre 1948 in einer eigenständigen Kompanie des 3e REI (3e régiment étranger d’infanterie) aus Freiwilligen für den Einsatz in Indochina zusammengefasst. Kurz darauf wurde in Algerien mit dem 1er BEP ein Fallschirmjäger-Bataillon aufgestellt, in welches die Compagnie parachutiste des 3e REI in Indochina eingegliedert wurde. Wenig später folgte das 2e BEP. Beide Einheiten wurden im Indochinakrieg eingesetzt. Wegen der hohen Verluste wurde 1949 ein drittes Bataillon – das 3e BEP – als Reserveeinheit aufgestellt.

### Schlacht um Điện Biên Phủ
Sämtliche Fallschirmjäger der Fremdenlegion wurden bei der Schlacht um Điện Biên Phủ im Indochinakrieg eingesetzt. Nach dem Plan des Oberbefehlshabers in Indochina, General Henri Navarre, sollte die Kolonie mit einem Netz von Stützpunkten unter Kontrolle gebracht werden.
Wieso ausgerechnet Điện Biên Phủ für einen dieser Stützpunkte ausgewählt wurde, ist unbekannt. Nach Angaben des Oberbefehlshabers wurde das Tal von Điện Biên Phủ ausgewählt, um die Nachschubwege der Việt Minh zu unterbrechen. In der Gegend von Điện Biên Phủ gab es jedoch noch Hunderte andere mögliche Wege, durch welche die Việt Minh ihren Nachschub hätten schaffen können. Die französischen Fallschirmjäger sprangen dann im Morgengrauen über dem Tal ab, darunter auch die 'Paras' der Fremdenlegion. Pioniere begannen anschließend sofort mit dem Bau einer Start- und Landebahn. Mit Hilfe dieser Landebahn wurden weitere Truppen und Material angeschafft und der Stützpunkt ausgebaut. Die behelfsmäßigen Bunker, die von den Legionären gebaut wurden, waren jedoch nur aus Erde und Holz und nicht gegen den Beschuss durch schwere Artillerie geschützt.
Die französischen Strategen dachten, dass es wegen des schwierigen Geländes unmöglich wäre, schwere Artillerie die umliegenden Berge hinauf zu schaffen und gegen den Stützpunkt einzusetzen. Doch den Việt Minh war es gelungen, in langwieriger Arbeit 75- und 105-mm-Geschütze, Granatwerfer und Munition in beherrschender Stellung über dem Stützpunkt in Stellung zu bringen und diesen unter Beschuss zu nehmen. Hinzu kamen massive Infanterieattacken. Die französische Besatzung wurde schließlich aufgerieben und der Stützpunkt ging Mitte 1954 verloren.

### Algerien
Nach dem verlorenen Indochinakrieg wurde das 3e BEP aufgelöst und die anderen beiden Bataillone wurden zu Regimentern, dem 1er REP und dem 2e REP, erweitert, anschließend wurden die Einheiten zurück nach Algerien verlegt. Dort kämpften sie im Algerienkrieg von 1955 bis 1962. Als die französische Regierung unter Charles de Gaulle 1961 bekannt gab, sich aus Algerien zurückziehen zu wollen, kam es im April 1961 zum Putsch der Generäle in Algier, an dem das 1er REP zentral beteiligt war. Die Aktion scheiterte und das 1°REP wurde in der Konsequenz aufgelöst. Das 2e REP wurde nach Korsika verlegt und 1967 der 11e Division Parachutiste unterstellt.

### 1960er Jahre bis heute
Seit Ende des Algerienkrieges war das 2e REP an fast jeder Intervention der französischen Streitkräfte beteiligt. Heute untersteht das Regiment der 11e Brigade Parachutiste.

### Liste der Einsätze des 2e REP seit 1969
- 1969/70: Erster Einsatz im Tschad

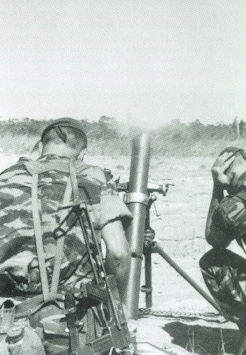
Mörser im Einsatz, Schlacht um Kolwezi, 1978

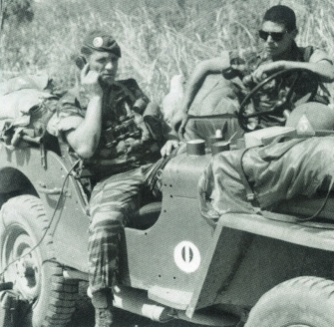
Funk-Jeep, Schlacht um Kolwezi, 1978

- 1976: Zusammen mit der GIGN und Teilen der 13e demi-brigade de Légion étrangère Geiselbefreiung in Loyada, Dschibuti
- 1978: Zweiter Einsatz im Tschad (Opération Tacaud)
- 19./20. Mai 1978: Über 700 Legionäre befreien im damaligen Zaire in der Schlacht um Kolwezi (Opération Bonite) mehr als 2000 europäische Geiseln aus der Hand von Rebellen
- 1982: Einsatz in Beirut
- 1984: Dritter Einsatz im Tschad
- 1986/87: Vierter Einsatz im Tschad (Opération Épervier)
- 1990: Einsatz in Ruanda (Opération Noroît)
- 1990/91: Einsatz N’Djamena, Tschad (Sicherung des Flughafens und militärischer Einrichtungen)
- 1991: Teilnahme an der Opération Daguet im Zweiten Golfkrieg (nur das Commando de recherche et d’action en profondeur, CRAP – das heutige Groupement des commandos parachutistes (GCP) du 2e REP)[11]
- 1993: Einsatz in Somalia und Bosnien
- 1994: Einsatz in Ruanda (Opération Turquoise)
- 1995: Zweiter Einsatz in Bosnien
- 1996: Einsatz in der Zentralafrikanischen Republik (Opération Almandin)
- 1997: Teilnahme an der Opération Pélican, einer Geiselbefreiung in Brazzaville in der Republik Kongo[12]
- 2000: Einsatz im Kosovo (KFOR)
- 2003: Einsatz in der Elfenbeinküste (Opération Licorne)
- 2004: Einsatz in Abidjan, Elfenbeinküste (Opération Licorne)
- 2006: Einsatz in der Elfenbeinküste (Opération Licorne)
- 2006: Einsatz im Tschad (Opération Épervier)
- 2006: Erneute Geiselbefreiung im Kongo, zuständig war das GCP (aufgelistet im Képi Blanc, dem Magazin der Legion), Genaueres ist unbekannt
- 2008: Einsatz in Afghanistan (ISAF)
- 2010: Einsatz in Afghanistan („Battle Group Altor“ im Rahmen der Opération Pamir)[13]
- 2011: Weiterer Einsatz in der Elfenbeinküste im Rahmen der Opération Licorne zur Befriedung der Unruhen in Folge der Präsidentschaftswahlen
- 2013: Einsatz in Mali (Opération Serval)[14][15]
- 2015: Einsatz in der Sahel-Zone (Opération Barkhane)[16]